# Pókerarc (televíziós műsor)
A Pókerarc egy angol (ITV) licenc alapján készült RTL Klubon futó műsor. Műsorvezetői: Vágó István és Sebestyén Balázs. A póker kártyajátékkal közös eleme, hogy a tét emelésénél a játékból való kiszállás lehetősége megvan.

## Leírás
A játék 6 héten át tart. Minden nap (hétfőtől szombatig) 6-6 játékos verseng 2 millió forintért (3 nő és 3 férfi). A napi győztesek vasárnap egy "heti döntő"-ben mérik össze tudásukat/pókerarcukat, aminek nyereménye már 7 millió forint. A heti döntők győztesei végül egy szuperdöntőben vesznek részt, ahol már a győztes 50 millió forintot vihet haza.
A napi és a hetidöntők győztesei "viszik magukkal" az addigi nyereményüket. A heti döntőben 2 millió forintról indul mindenki, és kiesés esetén mindent el lehet veszíteni. A szuperdöntőben meg 7 millió forintja van mindenkinek, és ugyanúgy mindent el lehet veszíteni.
A játék előző napján összeülnek a játékosok, ahol már elkezdődik a blöff. Kérdezgetik egymást, és mesélnek magukról. A játék 5 fordulóból áll. Az első fordulóban 8, a többiben 5-5 kérdésre kell válaszolniuk a játékosoknak. A jó válaszokért kapott összeg fordulóról fordulóra nő:
| Forduló     | Egy jó válasz értéke |
| ----------- | -------------------- |
| 1. forduló: | 30 000 Ft            |
| 2. forduló: | 45 000 Ft            |
| 3. forduló: | 60 000 Ft            |
| 4. forduló: | 75 000 Ft            |
| 5. forduló: | 90 000 Ft            |

Minden egyes forduló végén a pánikgombokhoz mennek a játékosok. 10 másodperc áll rendelkezésre, hogy valaki megnyomja a pánikgombot. Aki megnyomja, elviszi addigi nyereményét, azonban ha senki sem nyomja meg a gombot, akkor az addig legkevesebb pénzzel rendelkező játékos megy haza nyeremény nélkül (döntetlen esetén az idő dönt a gyorsabb javára). A játékot nem feltétlenül a legokosabb játékos nyeri, ugyanis fontos a pókerarc is.

### Szuperdöntő
| Hét | Név     | Lakhely  | Kor | Foglalkozás           | Nyomott?          | Jól döntött?            |
| --- | ------- | -------- | --- | --------------------- | ----------------- | ----------------------- |
| 1.  | Andi    | Budapest | 35  | Követségi alkalmazott | Igen (5. forduló) | Nem (József előtt volt) |
| 2.  | József  | Budapest | 50  | Testnevelő tanár      | Igen (6. forduló) | Igen                    |
| 3.  | Norbert | Budapest | 29  | Pénzügyi elemző       | Igen (1. forduló) | Nem (Tibi előtt volt)   |
| 4.  | Béla    | Derecske | 30  | Biztonsági őr         | Nem (6. forduló)  | -                       |
| 5.  | Tibi    | Budapest | 27  | Irodai adminisztrátor | Igen (2. forduló) | Nem (Anita előtt volt)  |
| 6.  | Anita   | Gyömrő   | 33  | Marketing menedzser   | Igen (3. forduló) | Igen                    |

1. "heti döntő" résztvevői: Gyula, Kristóf (2./nyomott-jó döntés), Vali, Norbi, Andi(1.), Gyuszi
2. "heti döntő" résztvevői: Borbi (2./nyomott-rossz döntés), Zsuzsi, Eszter, Rea, Ádám, József(1.)
3. "heti döntő" résztvevői: Gabi (2./nyomott-jö döntés), Viktória, Márk, Bulcsú, Petra, Norbert(1.)
4. "heti döntő" résztvevői: Heni, Milán, Béla(1.), Péter (2./nyomott-rossz döntés), Fogi, Zoltán
5. "heti döntő" résztvevői: Kata(3.), Zsuzsa(4.), Tamara(5.),Tibi(1.), Emese(6.), Lizi(2./nyomott-rossz döntés)
6. "heti döntő" résztvevői: Zoltán, Eta(3.), Jőzsef (2./nyomott-jó döntés), Anita(1.), Attila(4.), Tamás
A show elindult számos más országban is: Egyesült Királyság, Svédország, Norvégia, Kolumbia, Brazília, Lengyelország és Mexikó.

## Külső hivatkozások
- Pókerarc Archiválva 2007. december 27-i dátummal a Wayback Machine-ben - RTL Klub
- PokerFace - TV4
- PokerFace - UKGameshows.com
- "Doble Cara"  - TV Azteca.com